# Lathronympha strigana
Lathronympha strigana là một loài bướm đêm thuộc họ Tortricidae. Nó được tìm thấy ở châu Âu.

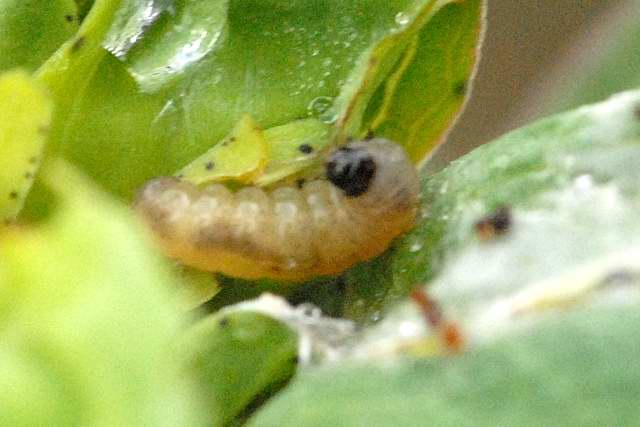
Larva

Sải cánh dài 14–18 mm. Con trưởng thành bay từ tháng 6 đến tháng 7, sometimes with a second generation in cuối tháng 8 or tháng 9.
Ấu trùng ăn Hypericum species.

## Hình ảnh

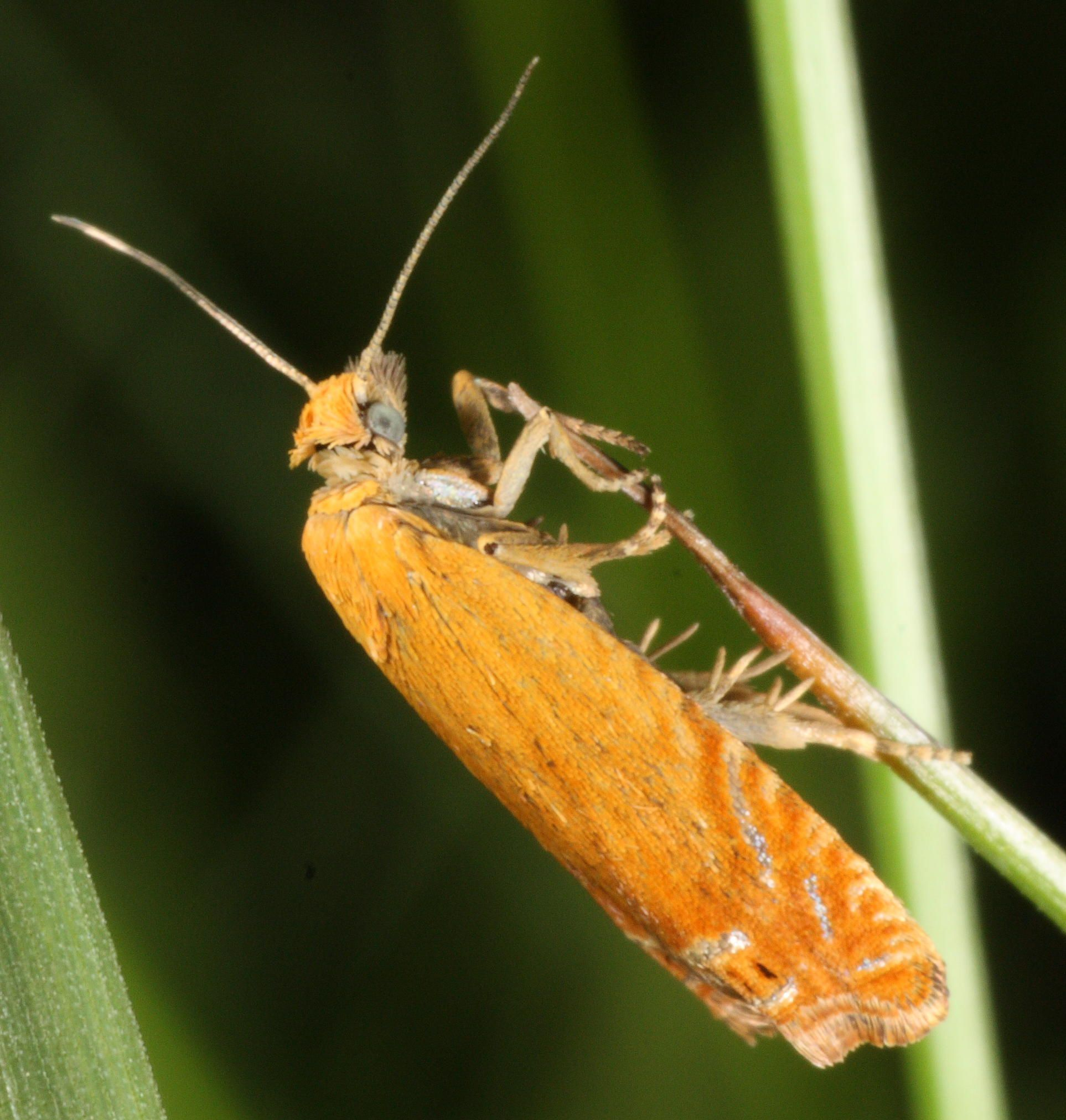
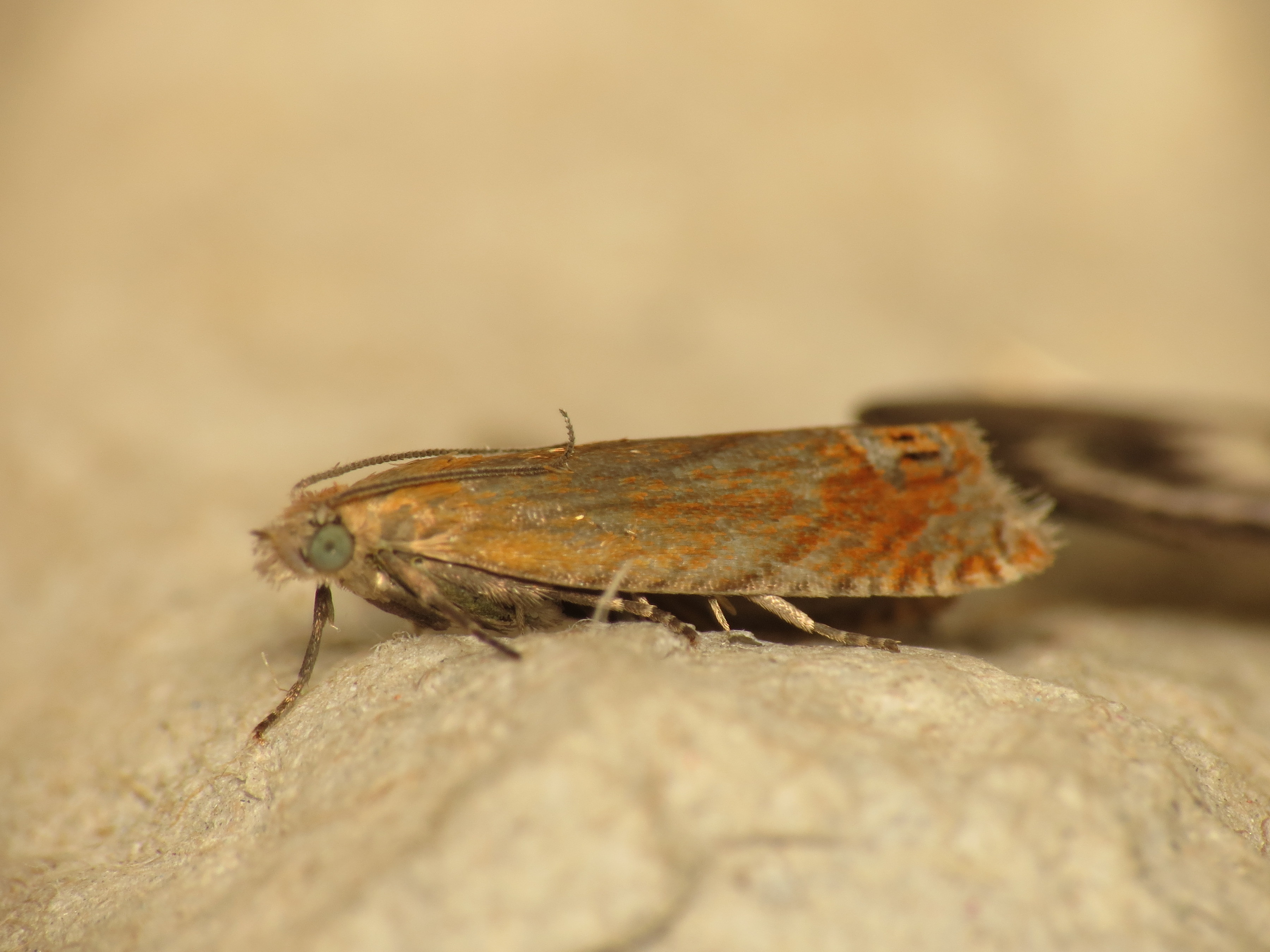
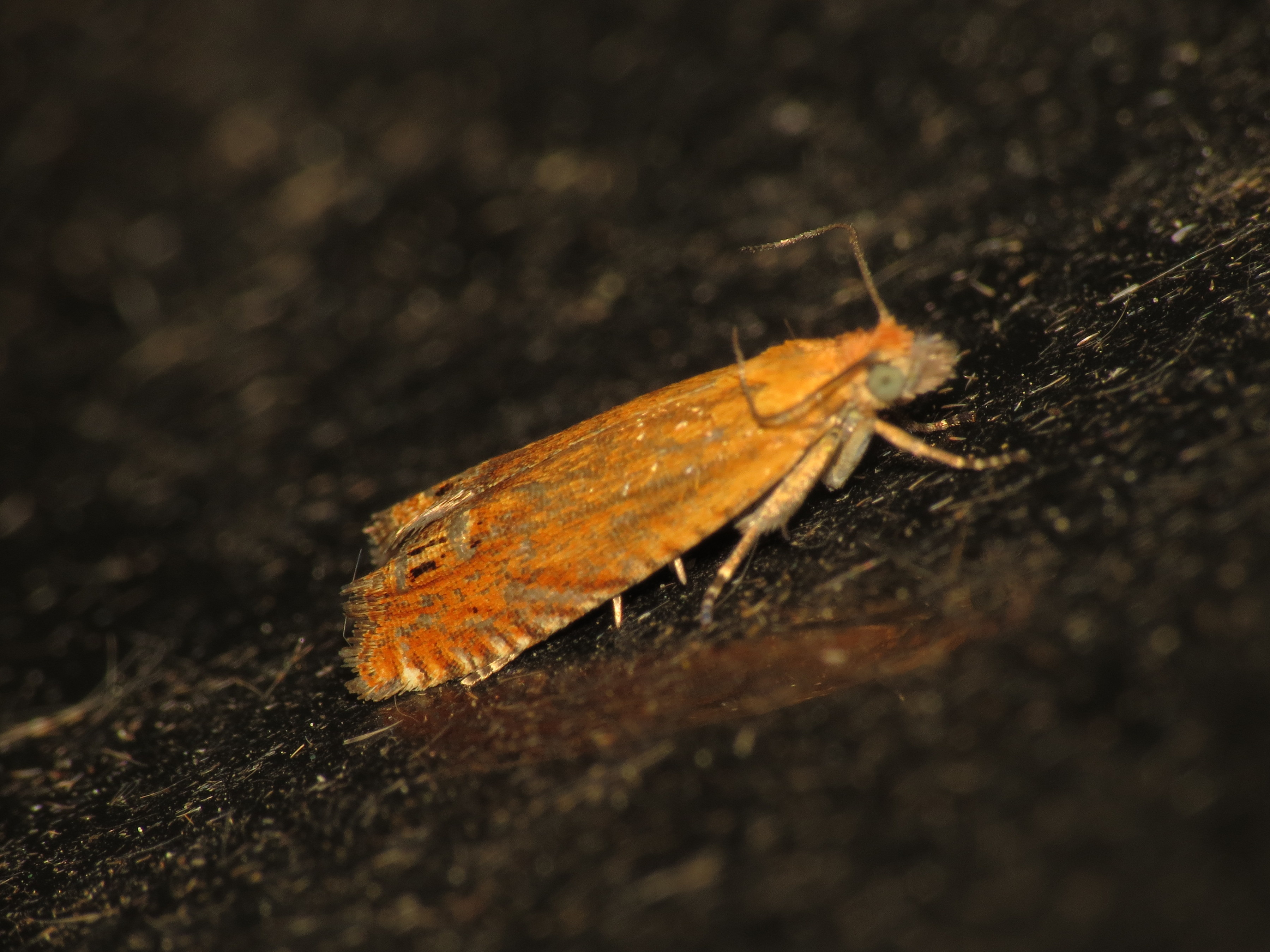
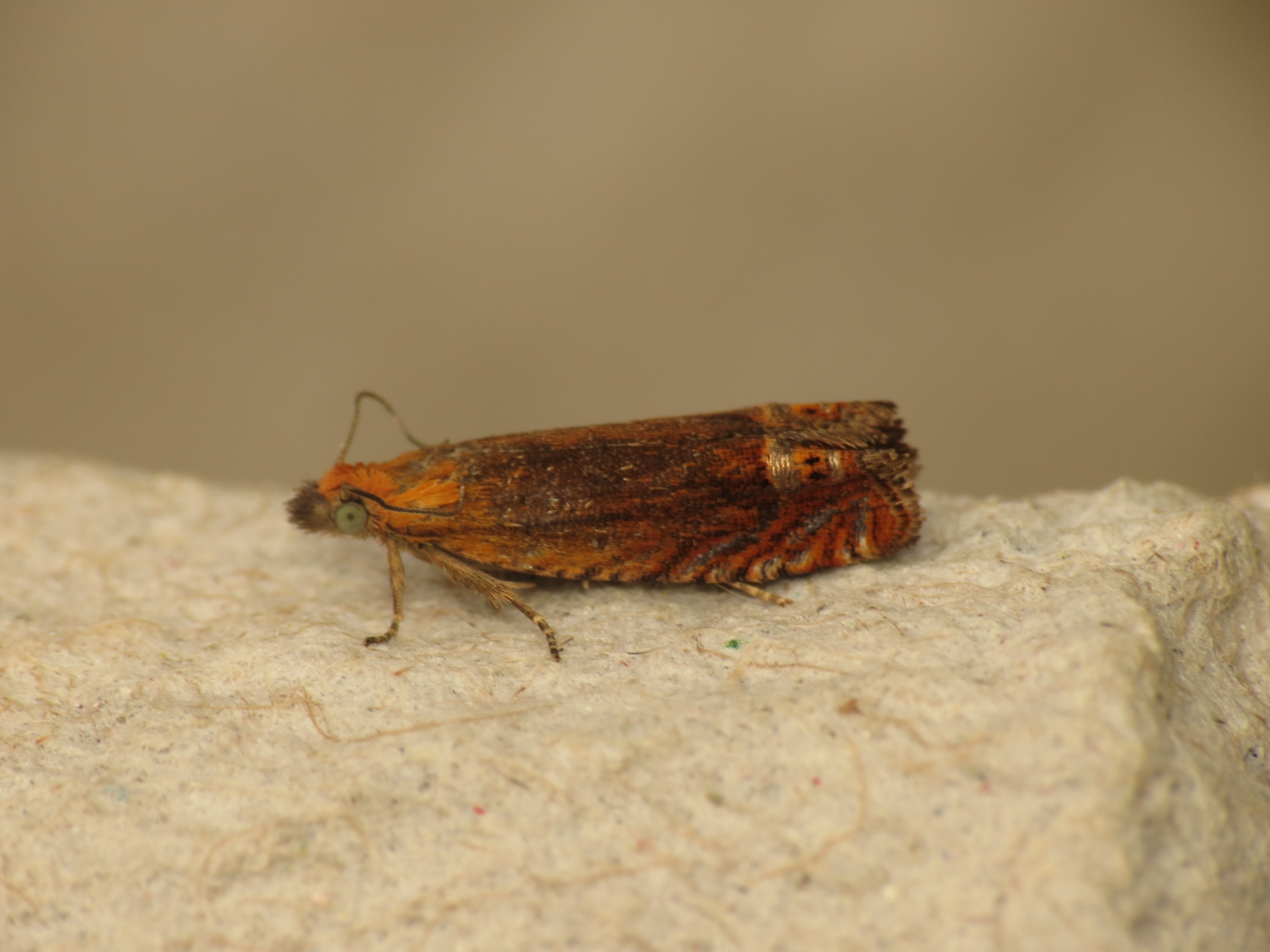
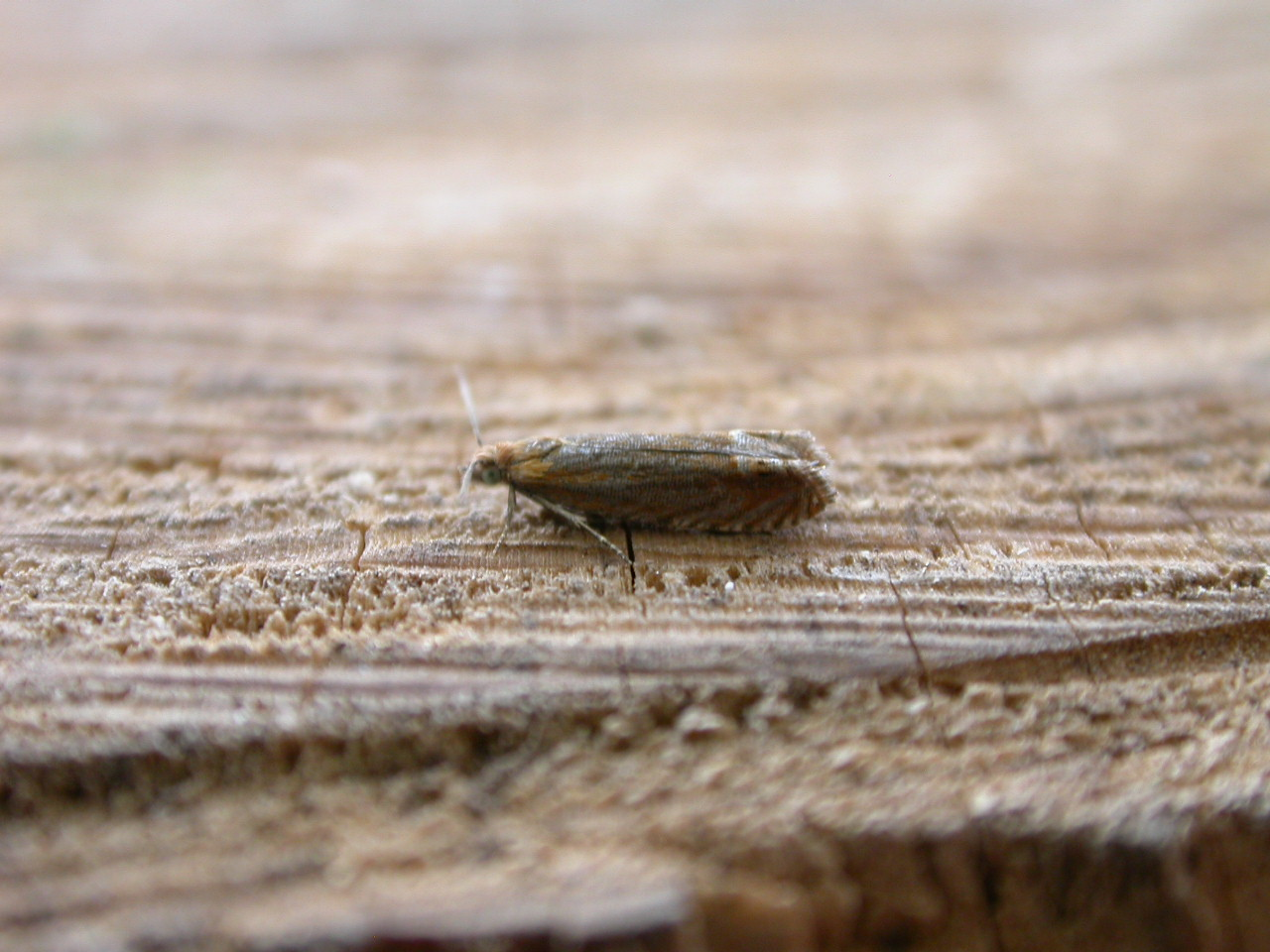